# Isla de Yvoir
Isla de Yvoir (en francés: Île d'Yvoir) es una isla fluvial belga situada en el río Mosa, en las inmediaciones del lugar del mismo nombre. 
Tiene unos 400 m de largo y 100 m de ancho, y es atravesada por un pequeño canal. Es la única isla en la región del Mosa y del país  acondicionada para el turismo: la parte norte está ajardinada, mientras que la parte sur se destina a actividades de ocio. Las orillas se han mantenido bastante naturales, estando la isla rodeada por numerosos bancos de grava. Cubre un área de 2,5 hectáreas.